# Hurleur à manteau
Alouatta palliata
Espèce
Statut de conservation UICN

 VU  : Vulnérable
Statut CITES
Le Hurleur du Guatemala, Singe hurleur à manteau ou Hurleur à pèlerine (Alouatta palliata) est un singe hurleur d'Amérique latine.

## Description

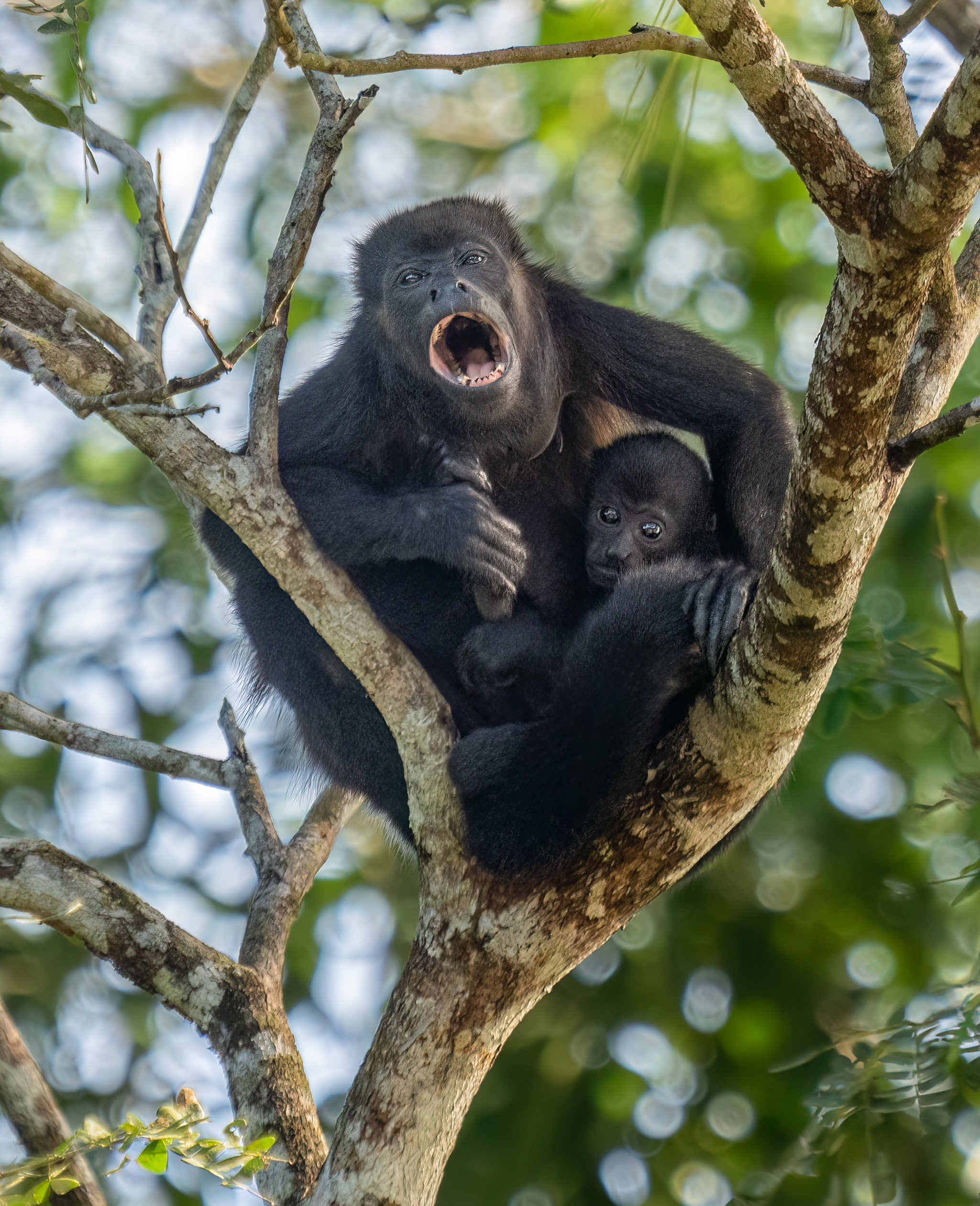
Une mère singe Alouatta palliata palliata, une sous-espèce du singe hurleur à manteau, et son bébé.

## Répartition géographique et habitat

Répartition géographique.

L'espèce se rencontre au Pérou, en Équateur, en Colombie, au Panama, au Costa Rica, au Honduras, au Nicaragua, au Guatemala et dans le Sud du Mexique.